# Hekate

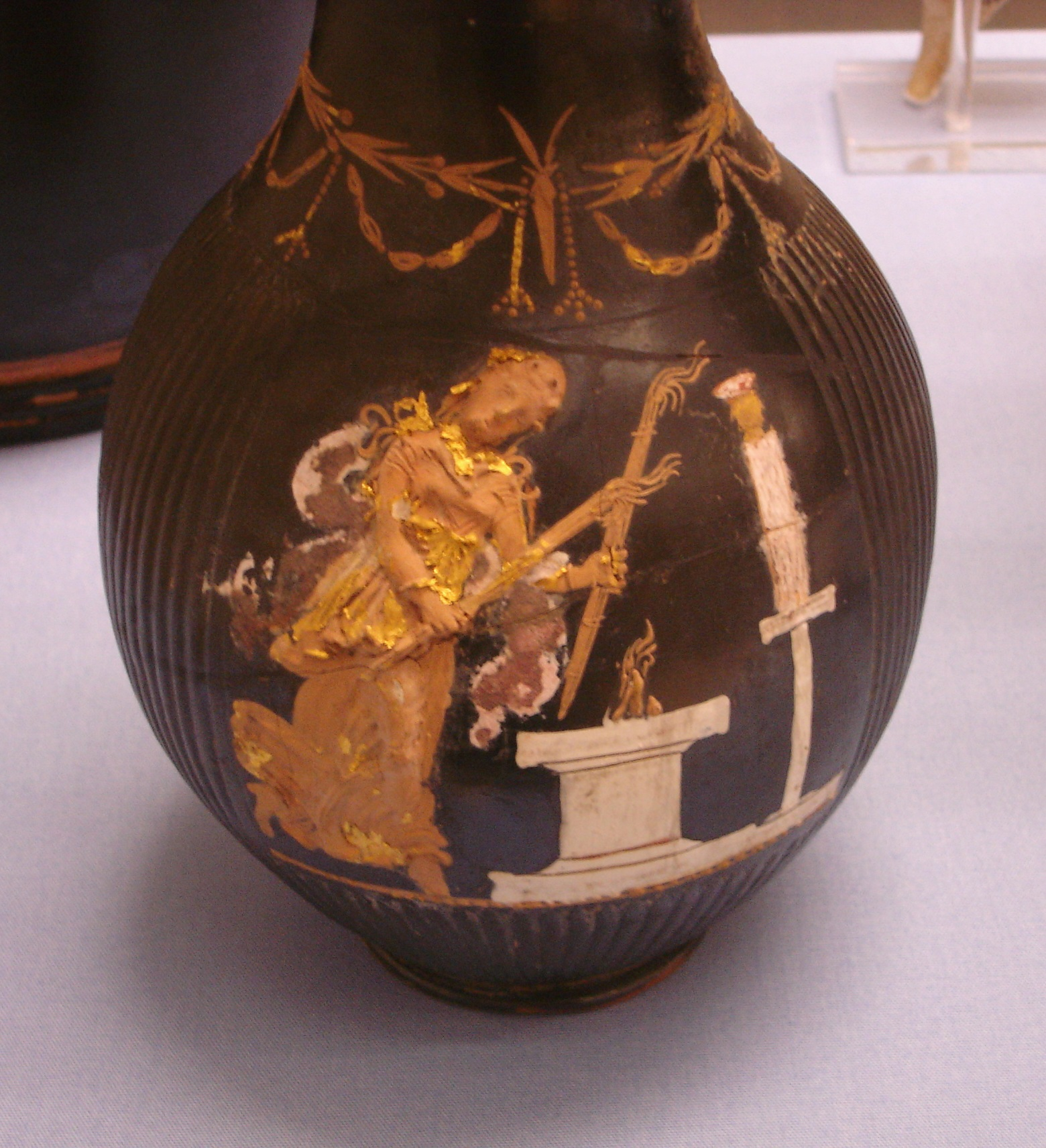
Hekate tanzt mit zwei Fackeln vor einem Altar, schwarze attische Vase, auf der Hekate mit Blattgold herausgearbeitet war, ca. 350–300 v. Chr. gefunden in Capua, Italien, heute im Britischen Museum

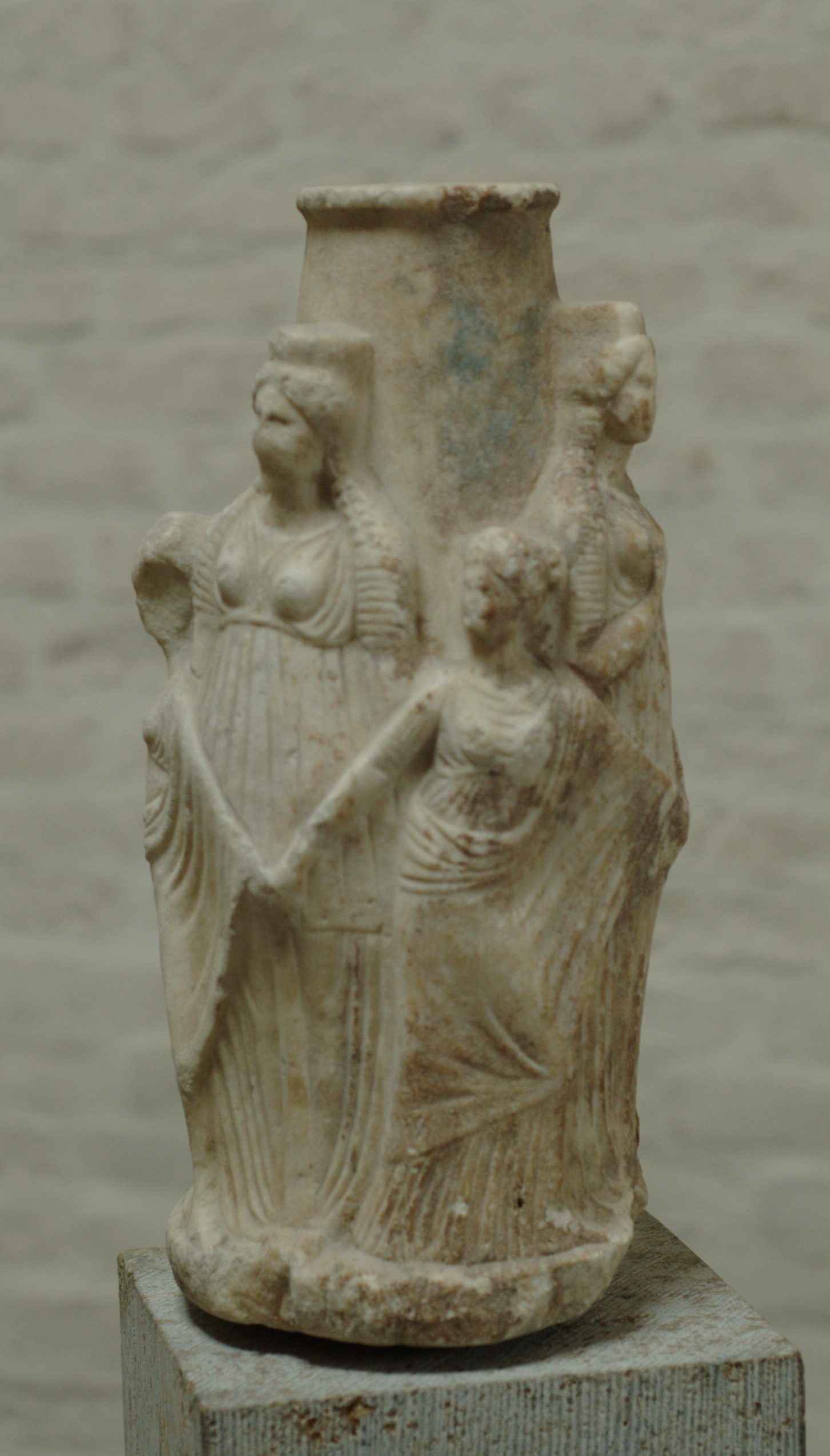
Hekateion (kleiner Kultpfeiler der Hekate); die Göttin in dreifacher Gestalt, von drei Chariten umtanzt, Attika, etwa 3. Jahrhundert v. Chr. (Glypothek, München)

Hekate (altgriechisch Ἑκάτη Hekátē) ist in der griechischen Mythologie die Göttin der Magie, der Theurgie und der Nekromantie (Totenbeschwörung). Sie ist die Göttin der Wegkreuzungen bzw. Weggabelungen, Schwellen und Übergänge und die Wächterin der Tore zwischen den Welten.

## Geschichte
Die Göttin ist aus einem kleinasiatischen Kult im 8. oder 7. Jahrhundert v. Chr. in die griechische Religion aufgenommen worden, möglicherweise aus Karien. Evidenz dafür findet man in theophorischen karischen Personennamen in Hekat-. In Anatolien scheint der Göttin die Assoziation mit Nekromantie oder Hexerei noch gefehlt zu haben, sie war dort wohl eher eine Magna-Mater-Figur.
In der griechischen Antike wurde Hekate zur Göttin der Hexerei, Magie und Theurgie. Ihr Kult wurde eher im Verborgenen gepflegt. Als Beherrscherin der Magie konnte sie den Zugang zur Unterwelt öffnen, den Kontakt mit Geistern und Toten ermöglichen, als Orakelgottheit die Zukunft offenbaren, ihren Anhängern Macht und Reichtum gewähren.
Als fremde Göttin fand Hekate keinen festen Platz im griechischen Pantheon, ihre Rolle stand in Konflikt mit bereits bestehenden griechischen Gottheiten, besonders mit Artemis. Sie wurde zu einer schwer fassbaren Göttin der häuslichen Sphäre und der Übergänge.

## Bildliche Darstellung
Die ersten bekannten Darstellungen der Göttin in Kleinasien zeigen sie thronend und von Löwinnen umgeben. Auch die älteste griechische Darstellung zeigt sie thronend, aber ansonsten ohne Attribute. Danach wird sie jung und fackeltragend dargestellt. Ab dem 4. Jahrhundert v. Chr. wird die Dreigestalt für sie charakteristisch: drei junge schöne Frauen, die entweder Rücken an Rücken stehen oder um einen Polos. Vor allem in Griechenland wird die Dreigestalt für Hekate charakteristisch, während die eingestaltige Darstellung der Göttin in Kleinasien überwiegt.

### Symbole

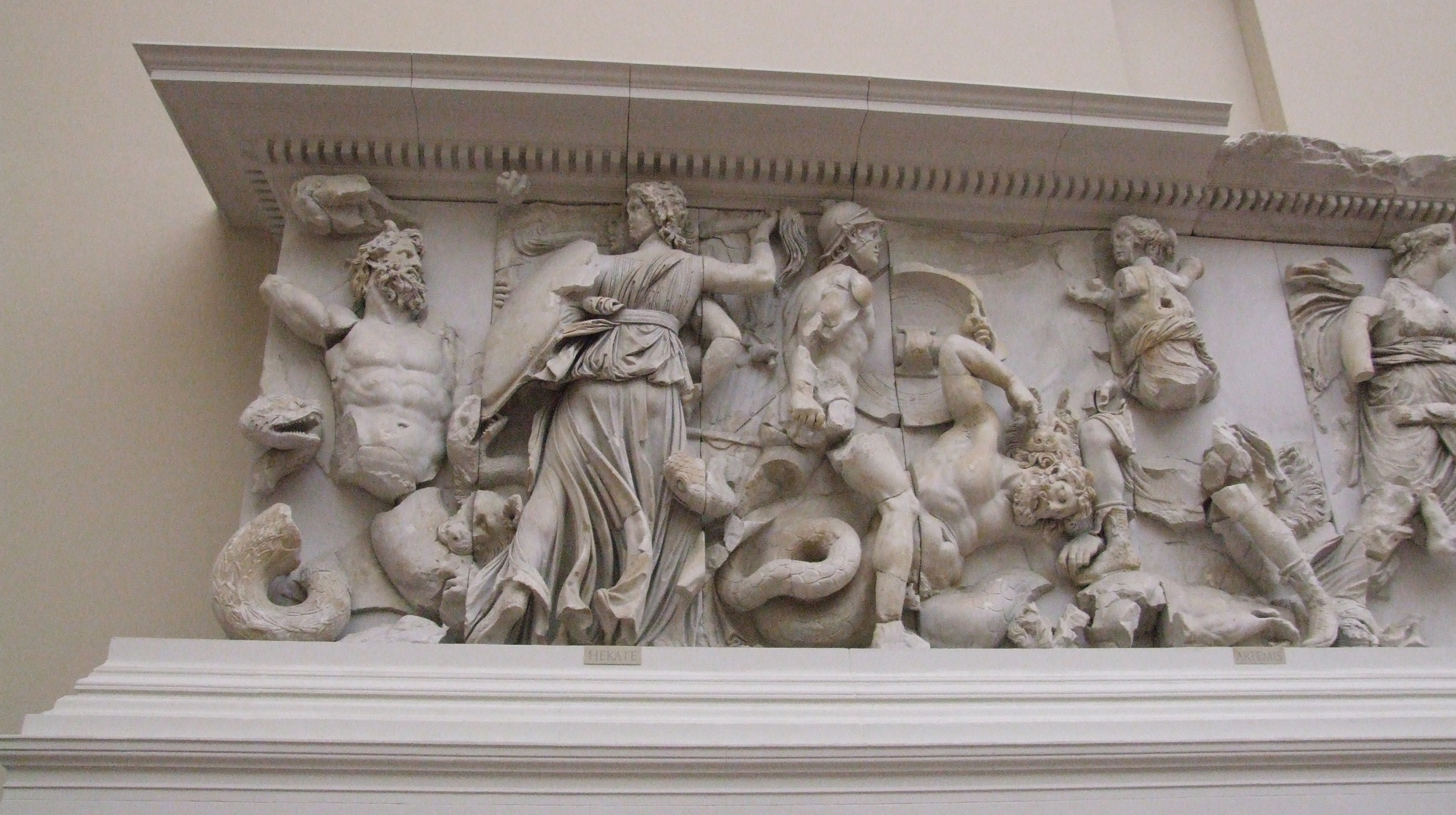
Hekate verbrennt Klytios mit der Höllenfackel, Pergamonaltar, um 150 v. Chr.

Auf den ältesten griechischen Bildzeugnissen wie Vasen oder dem Pergamonaltar ist die Fackel ihr Attribut bzw. ihr Symbol. Zunächst wird sie mit Fackel, Früchten und einer Amphore in ihren Händen dargestellt. Später kommen auch ein Dolch, Schlangen, Stricke, Peitschen, Schalen und Schlüssel hinzu.
Auch Tiere der Unterwelt und der Nacht werden mit Hekate in Verbindung gebracht, beispielsweise Hunde, Eidechsen, Kröten, Iltisse, Eulen und andere.

## Mythos
Eine der grundlegenden Quellen zum Verständnis der Bedeutung der mythischen Figur in der Antike ist Hesiods Theogonie. Hesiod beschreibt Hekate als Tochter der Titanide Asteria, die als schwimmende Insel (Delos) die Geburt der Zwillinge Artemis und Apollo ermöglichte, und des Titanen Perses, des Gottes der Zerstörung. In Hesiods Theogonie ist Hekate die einzige unter den Titanen, die unter der Herrschaft des Zeus ihre Unabhängigkeit und ihre ursprünglichen Herrschaftsbereiche behält.
Hesiod beschreibt sie als eine den Menschen sehr hilfreiche Göttin, sie schenkt den Hirten fruchtbare Herden, den Fischern volle Netze, den Jägern reiche Beute, den Athleten und Kriegern Erfolg und Glück im Kampf. Sie ist neben Zeus die einzige Gottheit, die den Menschen jeden Wunsch erfüllen oder verweigern kann. Doch genauso wie die Göttin den Segen geben kann, kann sie ihn wieder nehmen, wenn sie es für richtig empfindet. Außerdem bezeichnet Hesiod die Göttin Hekate als Pflegerin aller Geschöpfe. Sie scheint stark mit den Menschen verbunden zu sein. Sie ist in Hesiods Theogonie jene Gottheit, die am häufigsten in Verbindung zu Menschen genannt wird.
Deutsche Übersetzung nach Lautwein:
Phoibe aber bettete sich in Liebe mit Koios.

In der Umarmung empfing den Samen des Gottes die Göttin,

und sie gebar die schwarzgewandete Leto, die sanfte,

sanften Sinnes seit Beginn, die friedlichste in des Olympos

Reich, den Menschen so freundlich gesinnt wie den ewigen Göttern.

Ferner gebar sie die namenschöne Asteria.

Perses führte sie heim in sein Haus, auf das sie Gattin ihm heiße.

Diese empfing und gebar dann Hekate, die der Kronide Zeus

vor allen geehrt, indem er sie herrlich begabte,

Teil an der Erde zu haben und an der Öde des Meeres.

Hohe Ehre ward ihr zuteil unter Himmelsgestirnen,

höchste Achtung genießt sie im Kreis der unsterblichen Götter.

Denn noch jetzt ist es so: Wenn einer der irdischen Menschen

Gnade erfleht, im heiligen Opfer dem Brauche genügend,

ruft er Hekate an. Und reichen Segen gewinnt er

mühelos, wenn die Göttin sein Bitten gnädig erhört hat.

Aus der Fülle der Macht gewährt sie Glück ihm und Wohlstand.

Denn von allen Göttern, die Erde und Himmel entstammen,

mögen sie noch so geehrt sein: Sie hält ihr Schicksal in Händen.

Niemals übte Gewalt gegen sie der Kronide, nie rührte

er an die Macht, die ihr zukam unter den früheren Göttern.

Nein, was von Anfang an ihr heiliges Teil war, behielt sie:

Alle Ehre auf Erden, am Himmel wie auf dem Meere.

War sie auch einzeln geboren, empfing sie nicht kleineren Anteil,

nein, viel größeren noch, da Zeus sie achtet wie keine.

Ganz wie sie will, gewährt sie Hilfe und Schutz einem Manne:

Ehrwürdig hohen Königen sitzt er als Richter zur Seite,

in der Versammlung ragt er hervor, der Günstling der Göttin.

So auch im Krieg: Wenn zum männermordenden Kampfe die Männer

rüsten, hilft sie, die Göttin, dem Helden, dem ihre Gnade

Sieg zu schenken und Ruhm zu gönnen freundlich gewillt ist.

Gut ist sie auch, wenn Männer in sportlichen Kämpfen sich messen,

denn auch denen leistet die Göttin Beistand und Hilfe.

Wer durch Kraft und Stärke gesiegt, den herrlichen Kampfpreis

trägt er leicht, voller Freude davon, der Stolz seiner Eltern.

Gut ist ferner die Göttin den Reitern, denen sie wohl will,

auch den Männern zur See, die in schlimmer Bläue sich plagen,

wenn sie zu Hekate flehn und zum Erderschütterer Poseidon.

Mühelos reichen Fang gewährt die erhabenen Göttin,

leicht auch nimmt sie ihn fort aus dem Licht nach eigenem Gefallen.

Hilfreich wirkt sie mit Hermes im Stall, dem Vieh zu Gedeihen.

Rinderherden und weithin weidende Ziegen und Scharen

wolliger Schafe und sind sie noch so gering: Sie vermehrt sie

wie es ihr immer gefällt und lässt sie auch wieder schwinden.

Also, obwohl als einziges Kind ihrer Mutter geboren,

steht sie dennoch in höchsten Ehren unter den Göttern.

Darum legt auch Zeus ihr ans Herz das Gedeihen der Jungen,

die das weithinschauende Licht des Morgens erblickten.

Uranfänglich hegt sie die Jugend. Das sind ihre Ehren.
Auch im homerischen Demetermythos erscheint Hekate. Sie hilft Demeter, ihre Tochter Persephone zu finden, und nachdem Persephone wieder mit Demeter vereint ist, wird Hekate zu Persephones Führerin und Begleiterin. In der Gigantomachie, dem Angriff der Giganten gegen die Olympischen Götter, kämpft sie auf Seiten der Olympier und verbrennt den Giganten Klytios mit ihren Fackeln, den darauf Herakles tötet.

## Hekate in der griechischen Philosophie
Hekate wurde vor allem von den Neuplatonikern stark verehrt. Sie sahen in ihr die Weltseele, aus der alle Seelen entspringen und zu der sie zurückkehren. Außerdem sahen sie in ihr eine Vermittlerin zwischen der Welt der Menschen und der höheren Götter. So richtete beispielsweise der Neuplatoniker Proklos eine seiner Hymnen an sie. Der Mittelplatoniker Lucius Apuleius erwähnte Hekate in seiner Überlieferung des Märchens Amor und Psyche wahrscheinlich auch in dieser Rolle.

## Kult

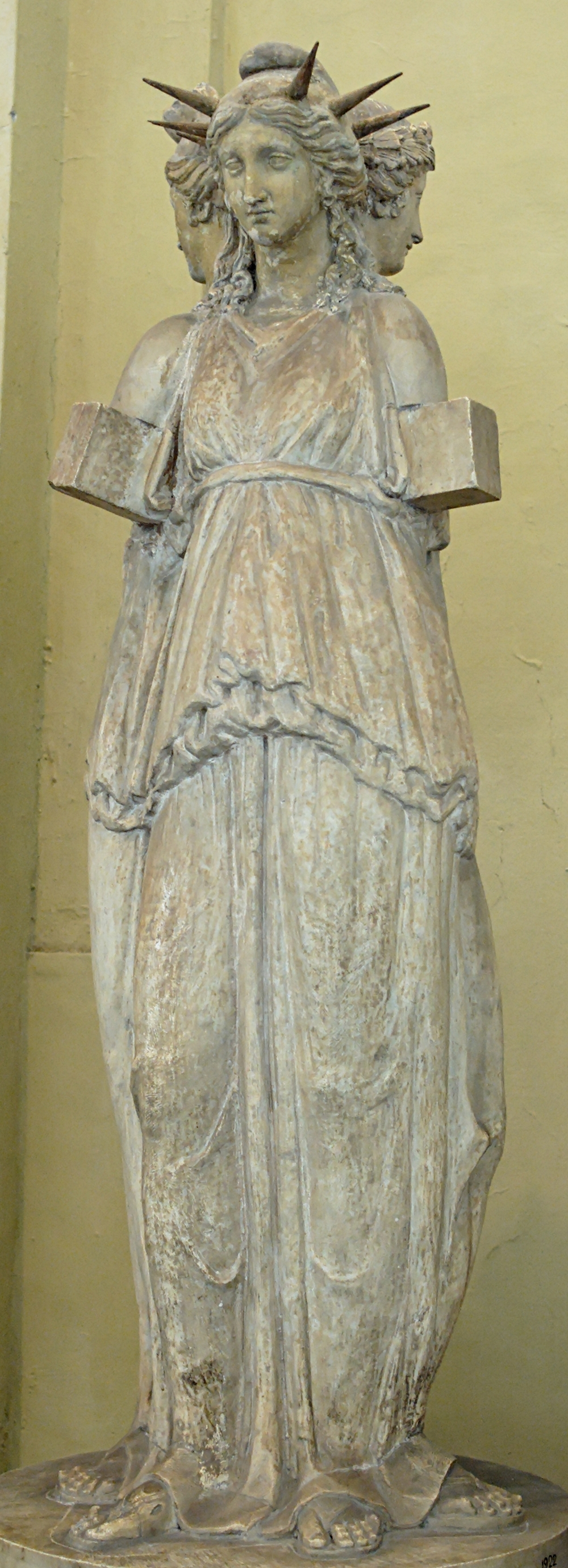
Dreigestaltige Repräsentation von Hekate; Marmor, römische Kopie nach einem Original aus Griechenland

Die Darstellung der Göttin machte im griechisch-römischen Raum im Lauf der Zeit mehrere Wandlungen durch. Von einer ursprünglichen vorgriechischen Muttergöttin (Große Mutter) zur jugendlichen Göttin und Hüterin der Schwellen und Übergänge, hin zu einer dunklen Gestalt, um die sich viele Vorstellungen ranken, sowie schließlich in der Spätantike zu einer Art Allgöttin und Weltseele, die in sich die verschiedenen Göttinnen vereint.
Ähnlich Artemis wurde Hekate als Göttin der Frauen angesehen und mit dieser gleichgesetzt, ähnlich ihr als eine Göttin der Geburtshilfe angerufen. Andere Verschmelzungen sind mit Persephone bekannt. Auch unter dem Namen Baubo erschien sie und wurde auch mit Selene gleichgesetzt.
Hekate vertritt den Aspekt der Übergänge (Geburt, Wegkreuzungen im Besonderen von drei Wegen) und der Verwandlung (Zauberkunst und Magie) und wurde später auch als Göttin der Hexen verehrt. Ihr öffentlicher Kult war in Griechenland wenig verbreitet, eine wichtige Rolle spielte sie aber in Privat- und Mysterienkulten. Opfergaben bestanden aus Speisen, Lämmern oder Hunden. Eine ihrer Priesterinnen war Medea.
Vom einfachen Volk wurde Hekate stark verehrt. Ihre Rituale wurden vor allem im privaten Kreise und im Schutze der Dunkelheit abgehalten. Man bat sie, Wünsche zum persönlichen Wohle zu erfüllen (vor allem Schutz, Führung, Glück, Wohlstand). Ihr wurden Opfergaben an Kreuzwegen, Friedhöfen und Hauseingängen (Türschwellen) dargebracht.
Der letzte Tag des Monats, der im athenischen Kalender auf den Neumond fiel, war den Toten heilig. An diesem Tag wurden Hekate, als Wächterin der Unterwelt, Speiseopfer an Wegkreuzungen dargebracht. Diese Speisen waren tabu. Sie zu berühren oder von ihnen zu essen, galt als besonders verwerflich. Trotzdem scheint es üblich gewesen zu sein, dass arme Menschen und Obdachlose von ihnen gegessen haben. Belegt ist auch, dass Hekate zu Vollmond des Monats Munychion (April/Mai) verehrt wurde.
In Lagina hatte sie einen Tempel und war die Hauptgöttin der Stadt, ansonsten wurde sie an den Eingängen zu Tempeln anderer Göttinnen verehrt, vor allem von Artemis, Demeter, Persephone und Selene. In späteren Zeiten wurde ihr Kult zu einem Mysterienkult.

## Beinamen
Ihre Beinamen waren unter anderem:

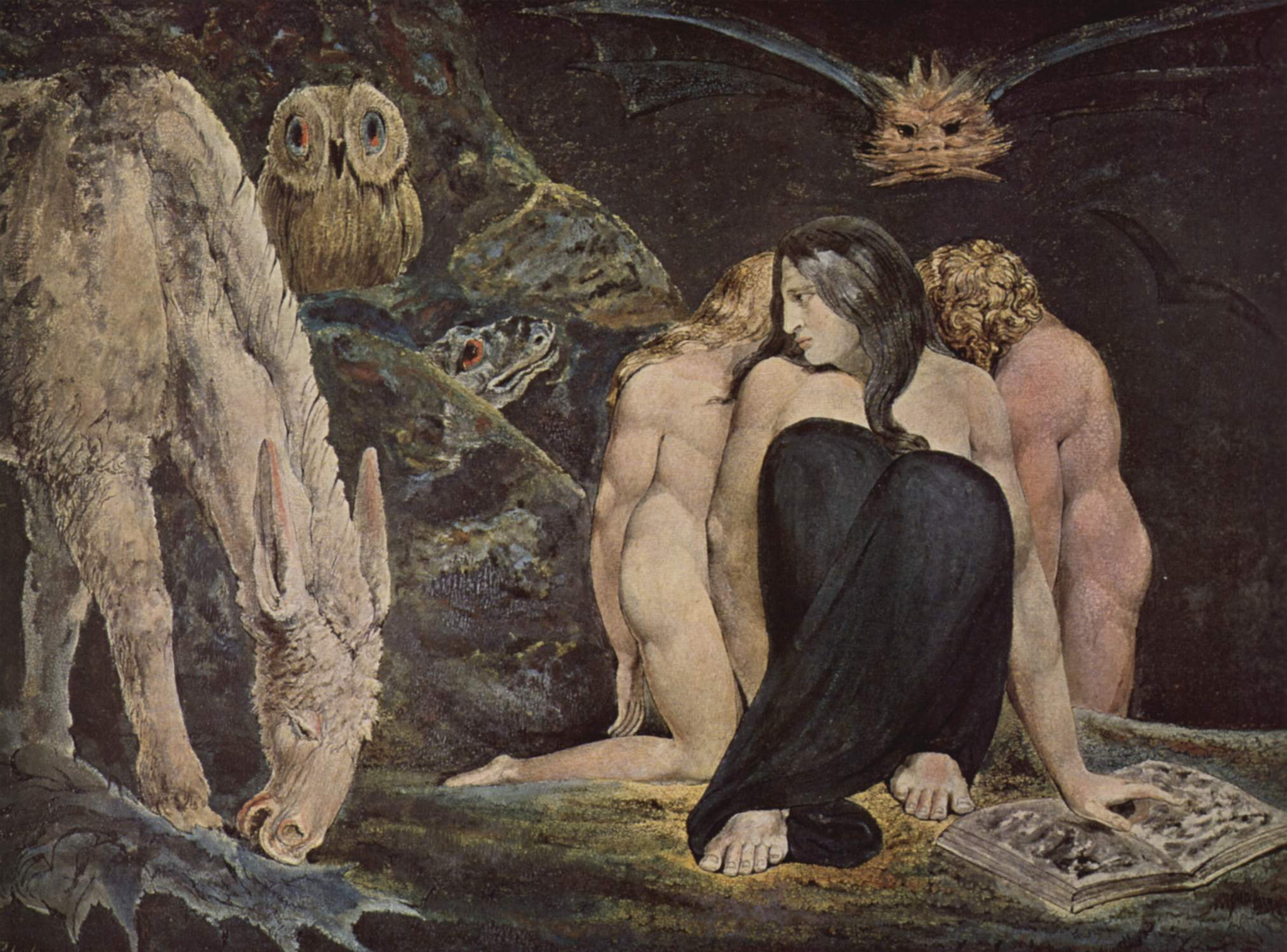
William Blake: Hekate, 1795

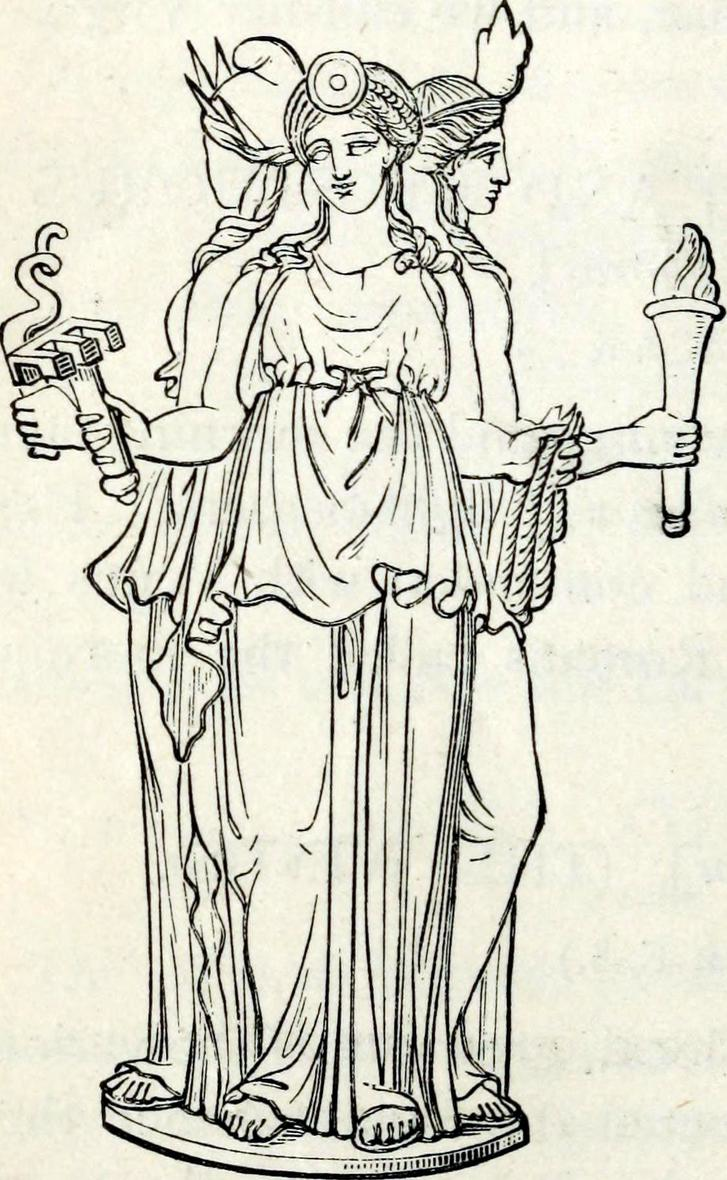
Hekate, neoklassische Zeichnung nach einem späten Original aus der hellenistischen oder römischen Antike von Stéphane Mallarmé (in: Les Dieux Antiques. Nouvelle mythologie illustrée. Paris, 1880)

- Apotropaia (ἀποτροπαίᾱ, die Abwendende, zu ἀποτρέπειν abwenden)
- Chthonia (χθονίᾱ, die Unterweltliche, zu χθών Erde)
- Enodia (εἰνοδίᾱ / ἐνοδίᾱ, die am Wege, zu ἐν in und ὁδός Weg)
- Kleiduchos (κλειδοῦχος, die Schlüsselträgerin, zu κλείς Schlüssel und ἔχειν halten)
- Kurotrophos (κουροτρόφος, die Kind-Nährende, zu κοῦρος Knabe und τρέφειν ernähren)
- Melaina (μέλαινᾰ, die Schwarze, zu μέλᾱς schwarz)
- Urania (οὐρανίᾱ, die Himmlische, zu οὐρανός Himmel)
- Perseis (Περσηΐς, Tochter von Perse Πέρση)
- Phosphoros (φωσφόρος, die Fackelträgerin, zu φῶς Licht und φέρειν tragen)
- Propolos (πρόπολος, die Leiterin, zu προ- vor- und πέλεσθαι sich bewegen)
- Propylaia (προπυλαίᾱ, die Torhüterin, zu πρό vor und πύλη Tor)
- Sotera (σώτειρᾰ, die Retterin, zu σῴζειν retten)
- Trimorphos (τρίμορφος, die Dreigestaltige, zu τρεῖς drei und μορφή Gestalt)
- Trioditis (τριοδῖτις, die des Dreiwegs τρίοδος)

## Moderne
Von Anhängern von Matriarchats-Theorien wird Hekate als vorpatriarchale Göttin interpretiert. Thomas Lautwein (2009) sieht in ihr eine „Erd- und Sonnengöttin“. Danach ist Hekate die Verkörperung des verborgenen, dunklen, geheimnisvollen Aspektes einer vorpatriarchalen Erdgöttin. Lautwein stellt diesen Aspekt in Zusammenhang mit dem dunklen Aspekt der Sonne, die nach alter Vorstellung nachts unter der Erde durch die Unterwelt von Westen nach Osten wanderte. Erst später wurde dieser verborgene, dunkle, geheimnisvolle Aspekt der Sonne dem Mond zugeordnet.
Im heutigen Heidentum (Neopaganismus) gilt Hekate als Wächterin des magischen Wissens. Sie wird oft in der von Hesiod beschriebenen ursprünglichen Form als allmächtige hilfreiche Göttin angerufen. Ihre Unabhängigkeit und ihre Dreigestalt als Jungfrau, reife unabhängige Frau und alte Weise bilden dabei die Ergänzung und den Gegenpol zum Mutteraspekt der Großen Göttin. Ihre aktive Kraft als Sonnengöttin und ihr Materialismus als Erdgöttin sind die Ergänzung und der Gegenpol zum passiven und ideellen Aspekt von Mondgöttinnen.

## Kulturelle Rezeption
- Barbara Wood bezeichnet in ihrem Roman Seelenfeuer einen Sud aus Weidenrinde als „Trank der Hekate“. Es gibt aber keine antike Quelle für diese Bezeichnung. Seine tatsächliche schmerzlindernde Wirkung verdankt dieses Heilmittel der in der Weidenrinde enthaltenen Salicylsäure, die auch die Grundlage für die ASS bildet.[6]
- Der österreichische Philosoph Paul Watzlawick gab einem seiner bedeutendsten Werke den Titel "Vom Schlechten des Guten oder Hekates Lösungen".
- Hekate spielt im Videospiel Assassin’s Creed Odyssey eine wichtige Rolle und wird dort als Isu (eine uralte Rasse, die die Menschheit erschaffen hat) dargestellt.
- In der Serie Charmed kommt Hekate in der Episode "Höllenhochzeit" vor und wird als böse Göttin beschrieben, die alle zwanzig Jahre einen menschlichen Mann verführt, um mit ihm ein Dämonenkind zu zeugen.
- In der Serie Buffy wird Hekate öfter von den guten Hexen Amy und Willow in Beschwörungsformeln erwähnt. Beispielsweise hat sich Amy so selbst in eine Ratte verwandelt, um dem Scheiterhaufen zu entkommen. Zitat: Oh, Hekate, ich beschwöre dich, möge diese unreine Kreatur vor dir kriechen.